# Erhard Foit
Erhard Foit (* 18. August 1939) ist ein ehemaliger deutscher Fußballspieler, der für Tennis Borussia Berlin und Rapide Wedding von 1958 bis 1974 in der Stadtliga Berlin beziehungsweise Regionalliga Berlin 337 Rundenspiele mit 92 Toren absolviert hat.

## Laufbahn

### Tennis Borussia, 1958 bis 1969
Der Offensivspieler Erhard Foit debütierte bei Tennis Borussia am 10. Mai im abschließenden Endrundenspiel in Oberhausen gegen Eintracht Braunschweig in der Ligaelf der „Lila-Weißen“ aus Charlottenburg. An der Seite von Mitspielern wie Hans Eder, Lothar Groß und Wolfgang Seeger erlebte er eine 3:8-Niederlage, konnte sich aber als Torschütze auszeichnen. In den letzten drei Runden der alten erstklassigen Vertragsligaära, 1960/61 bis 1962/63, rangierte er jeweils mit den „Veilchen“ auf dem dritten Rang. Er hatte von 1958 bis 1963 in der Vertragsliga Berlin 125 Ligaspiele absolviert und dabei 51 Tore erzielt.
Ein besonderes Erlebnis war sein Einsatz am 20. September 1961 in Reihen der Berliner Stadtmannschaft im Heimspiel gegen gen den FC Barcelona im Messestädte-Pokal. In der Angriffsbesetzung mit Neumann, Steinert, Rosenfeldt, Faeder und Linksaußen Foit besiegten die Berliner den Gast aus Barcelona mit deren Stars Zoltán Kocsis und Evaristo mit 1:0.
Ab dem Start der zweitklassigen Regionalliga in der Saison 1963/64 gehörte Tennis Borussia dem engen Kreis der Titelanwärter in Berlin an. Foit und Kollegen holten sich 1964/65 die Berliner Meisterschaft vor Spandau und Tasmania. Mit den Mitspielern Helmut Beekmann, Willi Kraus, Wolfgang Seeger und Bernd Sobek zog Foit in die Bundesliga-Aufstiegsrunde 1965 gegen die Konkurrenten FC Bayern München, 1. FC Saarbrücken und Alemannia Aachen ein. Der Angreifer absolvierte alle sechs Spiele für die Borussen und erzielte zwei Tore.
Es folgten in den Jahren 1966, 1967 und 1968 drei Vizemeisterschaften in Berlin und die vergeblichen Anläufe zwei und drei – 1967 und 1968 – in der Bundesligaaufstiegsrunde. Mit Mitspielern wie Bernd Gersdorff, Georg Damjanoff, Horst Lunenburg, Lutz Steinert, Michael Krampitz und Gerd Wörmer bestritt er 1968 nochmals sieben Aufstiegsrundenspiele gegen die Gegner Kickers Offenbach, Bayer Leverkusen, TuS Neuendorf und Arminia Hannover.
In seinem letzten Regionalligajahr für Tennis Borussia, 1968/69, absolvierte Foit beim Erreichen des dritten Ranges 15 Ligaspiele, in denen er drei Tore erzielte. Insgesamt wird der Stürmer von 1963 bis 1969 mit 111 Regionalligaeinsätzen bei Tennis Borussia mit 29 Toren notiert. Er schloss sich zur Runde 1969/70 Rapide Wedding an.

### Rapide Wedding, 1969 bis 1974
Bei den Schwarz-Gelben aus dem Arbeiterquartier Wedding vom Stadion Schillerpark schlossen sich noch fünf weitere Regionalligarunden an, bis er im Sommer 1974 mit dem höherklassigen Fußball abschloss. Für Wedding war er von 1969 bis 1974 nochmals in 101 Ligaspielen mit 12 Toren aktiv gewesen.
Später brachte es der ehemalige Fußballspieler mit einer weit größeren Kugel im Bowling in den Jahren 1996 und 2001 zu zwei deutschen Meistertiteln.

### Erfolge
- Meister in der Fußball-Regionalliga Berlin: 1964/65
- Vizemeister in der Fußball-Regionalliga Berlin: 1964, 1966–68
- Berliner Pokalsieger: 1966
- Aufstiegsrunden zur Bundesliga: 1965, 1967, 1968